# Сан-Поло
Сан-Поло (італ. San Polo) — один з шести історичних районів (сестьєре) Венеції. Розташований в центрі, між районами Сан-Марко і Санта-Кроче.
Назва району переводиться як «Святий Павло», і пов'язана з однойменною церквою, що розташована тут.
Район має площу 35 гектарів, розташованих уздовж Гранд-каналу. Сан-Поло з'єднується з правим берегом Гранд-каналу мостом Ріальто.
З 1097 року район виконував функції торгового центру Венеції.
Визначними пам'ятками Сан-Поло є:
- Церква Сан-Джакомо ді Ріальто — найстаріша церква в місті, заснована в IX столітті
- Собор Санта-Марія Глоріоза деі Фрарі
- Церква Сан-Рокко
- Скуола Гранде ді Сан-Рокко.